# Ландау (лунный кратер)
Ландау (лат. Landau) — большой древний ударный кратер в северном полушарии обратной стороны Луны. Название присвоено в честь советского физика-теоретика, лауреата Нобелевской премии по физике 1962 года Льва Давидовича Ландау (1908—1968) и утверждено Международным астрономическим союзом в 1970 г. Образование кратера относится к донектарскому периоду.

## Описание кратера
Ближайшими соседями кратера являются кратер Перрайн на западе; кратер Вуд занимающий северо-западную часть кратера Ландау; кратер Вегенер примыкающий к северо-восточной части кратера; кратер Разумов примыкающий к юго-восточной части кратера и кратер Фрост примыкающий к южной части кратера Ландау. Селенографические координаты центра кратера 42°10′ с. ш. 119°20′ з. д. / 42,16° с. ш. 119,34° з. д., диаметр 218,2 км, глубина 3,1 км.
Кратер Ландау имеет полигональную форму и значительно разрушен за длительное время своего существования. Вал сглажен и трудно различим на фоне окружающей местности, перекрыт множеством кратеров различного размера, лучше всего сохранилась юго-восточная часть вала. Дно чаши сравнительно ровное, в северо-восточной части выровнено лавой, отмечено множеством кратеров различного размера, северо-западная часть чаши занята кратером Вуд.

## Сателлитные кратеры
| Ландау | Координаты                                              | Диаметр, км |
| ------ | ------------------------------------------------------- | ----------- |
| Q      | 40°39′ с. ш. 122°01′ з. д. / 40,65° с. ш. 122,02° з. д. | 29,8        |

## См.также
- Список кратеров на Луне
- Лунный кратер
- Морфологический каталог кратеров Луны
- Планетная номенклатура
- Селенография
- Минералогия Луны
- Геология Луны
- Поздняя тяжёлая бомбардировка